# NGC 3455
NGC 3455 је спирална галаксија у сазвежђу Лав која се налази на NGC листи објеката дубоког неба.
Деклинација објекта је + 17° 17' 4" а ректасцензија 10h 54m 30,9s. Привидна величина (магнитуда) објекта NGC 3455 износи 12,3 а фотографска магнитуда 13,1. Налази се на удаљености од 20,5000 милиона парсека од Сунца. NGC 3455 је још познат и под ознакама UGC 6028, MCG 3-28-31, CGCG 95-62, KCPG 257B, IRAS 10518+1733, PGC 32767.